# Michael Höntsch

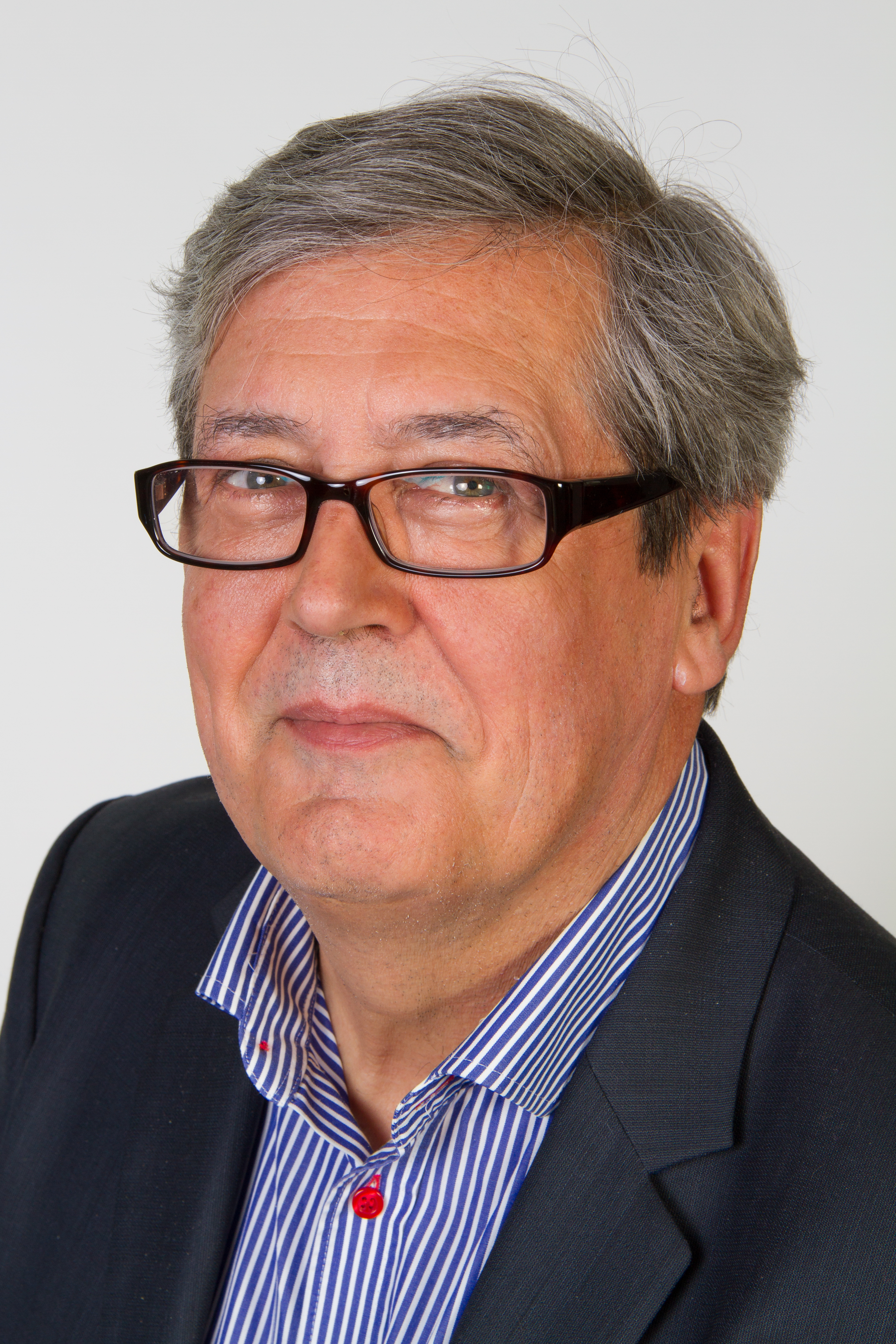
Michael Höntsch

Michael Hans Höntsch (* 3. Mai 1954 in Springe) ist ein deutscher Pädagoge und Politiker (SPD). Er gehörte dem Niedersächsischen Landtag von 2013 bis 2017 an.

## Biografie
Michael Höntsch wuchs in Springe auf und legte im Jahr 1974 die Abiturprüfung ab. Er schloss ein Lehramtsstudium in Geschichte und Politikwissenschaften an, das er im Jahr 1982 mit dem Referendariat erfolgreich beendete. In den Jahren 1983 bis 1995 war Michael Höntsch beim Bildungswerk der Niedersächsischen Volkshochschulen tätig, zunächst als Lehrer für Weiterbildungen von Jugendlichen, später als Leiter der Fabrik Langenhangen und ab 1993 als Referent für Öffentlichkeitsarbeit und Marketing bei der Geschäftsleitung des Bildungswerkes. Im Anschluss war Höntsch unter anderem als Bankettleiter und Sommelier in einem hannoverschen Feinschmeckerlokal tätig und mit einem Weinhandel Selbständig. Ab Januar 2002 arbeitete er dann als Gymnasiallehrer an der Ricarda-Huch-Schule in Hannover. Ab 2018 war er für das Niedersächsische Landesinstitut für Qualitätsentwicklung als Referent tätig. Von April 2023 bis Ende März 2025 war er bei der Bildungseinrichtung Arbeit und Leben Niedersachsen in Teilzeit angestellt, die Träger der neuen Beratungs- und Vernetzungsstelle Rechtsextremismus in Eschede ist.

## Politik
Höntsch trat im Jahr 1985 in die SPD ein und war Mitglied des Stadtbezirksrats Vahrenwald-List. Er trat 2004 nach den Beschlüssen zur Agenda 2010 aus der SPD aus und in die Partei Die Linke ein. Für die Partei Die Linke war Höntsch Mitglied im Rat der Stadt Hannover und Vorsitzender der Fraktion. Zur Bundestagswahl 2009 trat Michael Höntsch als Direktkandidat für die Linke im Bundestagswahlkreis Stadt Hannover I an, unterlag jedoch der SPD-Kandidatin Kerstin Tack. 2010 kehrte Michael Höntsch zur SPD zurück. Bei der Landtagswahl in Niedersachsen 2013 errang er das Direktmandat im Landtagswahlkreis Hannover-Mitte.
Im Niedersächsischen Landtag war er für seine Fraktion der Verantwortliche für den Kampf gegen Rechts. Höntsch war im Landtag Mitglied des Ausschusses für Inneres und Sport sowie des Kultusausschusses. Zudem war er Stellvertreter im Ausschuss für Wissenschaft und Kultur. Zuvor war er auch schon Mitglied des Petitionsausschusses. Im Innenausschuss war Michael Höntsch zuständig für den Kampf gegen Rechts, für politische Bildung und für Gedenkstättenarbeit.

## Gesellschaftliches Engagement
Michael Höntsch ist Mitglied des Humanistischen Verbandes Niedersachsen und der Deutsch-Israelischen Gesellschaft.
Am 23. April 2022 wurde er bei einer Kundgebung von der Gruppe „Palästina Spricht“ angegriffen und verlor kurzzeitig das Bewusstsein. Er war zu dem Zeitpunkt auf eine Gehhilfe und ein Sauerstoffgerät angewiesen.